# Arnd Poetzsch-Heffter

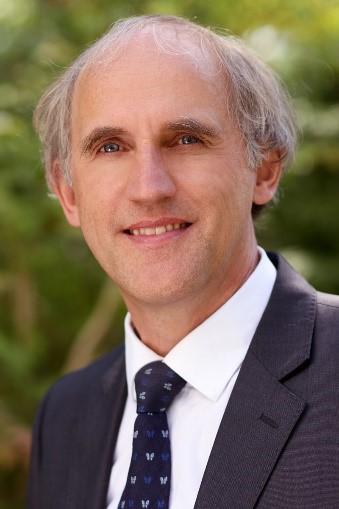
Arnd Poetzsch-Heffter, 2019

Arnd Poetzsch-Heffter (* 9. September 1958 in Kiel) ist ein deutscher Informatiker und Professor für Softwaretechnik. Von 2020 bis 2022 war er Präsident der Technischen Universität Kaiserslautern. Anschließend bildete er von 2023 bis 2024 gemeinsam mit Gabriele Schaumann die präsidiale Doppelspitze der Rheinland-Pfälzischen Technischen Universität Kaiserslautern-Landau, welche durch Zusammenlegung der TU Kaiserslautern mit dem Campus Landau der Universität Koblenz-Landau entstanden ist.

## Werdegang
Arnd Poetzsch-Heffter wurde 1958 als Sohn von Helga Poetzsch-Heffter, geborene Bustorff, und des schleswig-holsteinischen Oberregierungsrats Georg Poetzsch-Heffter geboren und hat vier Geschwister. Er studierte Informatik und Mathematik an der TU München und für zwei Semester an der Université Paul Sabatier in Toulouse. Er schloss das Studium 1986 mit einem Diplom in Informatik ab. Nach seiner Promotion (Titel der Dissertation „Formale Spezifikation der kontextabhängigen Syntax von Programmiersprachen“, 1991) an der TU München verbrachte er ein Postdoc-Jahr in der Gruppe von David Gries an der Cornell University in Ithaca, New York State. Im Anschluss kehrte er an die TU München zurück und habilitierte sich dort 1997 (Titel der Habilitationsschrift „Specification and Verification of Object-Oriented Programs“). Nach einer Professur an der Fernuniversität Hagen (1996–2002) wechselte er an die TU Kaiserslautern auf die C4-Professur für Softwaretechnik. Forschungsaufenthalten führten ihn an das Compaq Systems Research Center (Palo Alto, CA), zu Microsoft Research (Redmond, WA), an die Eidgenössische Technische Hochschule Zürich (ETH), an die Universität Turin (Università degli Studi di Torino) und an die Königliche Technische Hochschule (Kungliga Tekniska Högskolan, KTH) in Stockholm.

## Wissenschaftliche Arbeit
An seinem Lehrstuhl arbeitete Poetzsch-Heffter zusammen mit den wissenschaftlichen Mitarbeiterinnen und Mitarbeitern schwerpunktmäßig daran, die systematische Erstellung von Software zu verbessern und deren Verifikation zu erleichtern. Dazu gehörten die methodische Programmkonstruktion aus Bausteinen, das Design neuer Sprach- und Spezifikationskonzepte, die Entwicklung mächtiger Programmier- und Verifikationswerkzeuge sowie Implementierungstechniken für die Werkzeugentwicklung. Im Einzelnen konzentrierten sich die Forschungsarbeiten auf folgende Forschungsthemen:
- Objektorientierte, komponentenbasierte und verteilte Programmierung
- Spezifikation, Analyse und Verifikation von Software
- Generative Softwarekonstruktion
- Entwurf von Softwaresprachen

Seine Forschungsergebnisse hat er in über 70 Aufsätzen und 2 Monographien publiziert. Er ist Verfasser eines Lehrbuchs über objektorientierte Programmierung. Eine Liste seiner Publikationen mit Informatikbezug findet sich auf DBLP. Einen Einblick in die Zusammenarbeit mit anderen Wissenschaftlern liefert das Buch „Principled Software Development: Essays Dedicated to Arnd Poetzsch-Heffter“ (Peter Müller, Ina Schaefer (Hrsg.)). Poetzsch-Heffter ist emeritiertes Mitglied der Working Group 2.4 (Software Implementation Technology) der International Federation for Information Processing (IFIP).

## Funktionen und Ämter
Poetzsch-Heffter war von 2011 bis 2014 Dekan des Fachbereichs Informatik der TU Kaiserslautern. Von 2014 bis 2020 war er Vizepräsident für Forschung und Technologie der TU Kaiserslautern und Mitglied des Aufsichtsrats des Leibniz-Instituts für Verbundwerkstoffe (IVW). Poetzsch-Heffter war der Präsident der TU  Kaiserslautern von 2020 bis 2022. Seit der Zusammenlegung der TU Kaiserslautern und des Campus Landau der Universität Koblenz-Landau zur Rheinland-Pfälzischen Technischen Universität Kaiserslautern-Landau (RPTU) am 1. Januar 2023 bildete er gemeinsam mit Gabriele Schaumann bis Oktober 2024 die präsidiale Doppelspitze der RPTU.
Er ist Mitglied des Rats für Technologie in Rheinland-Pfalz sowie Mitglied des Aufsichtsrats des Deutschen Forschungszentrums für Künstliche Intelligenz (DFKI) und des Aufsichtsrats des Leibniz–Zentrums für Informatik Schloss Dagstuhl. Er ist Mitglied des Kuratoriums des Fraunhofer-Instituts für Techno- und Wirtschaftsmathematik (Fraunhofer ITWM). 